# Ciselering

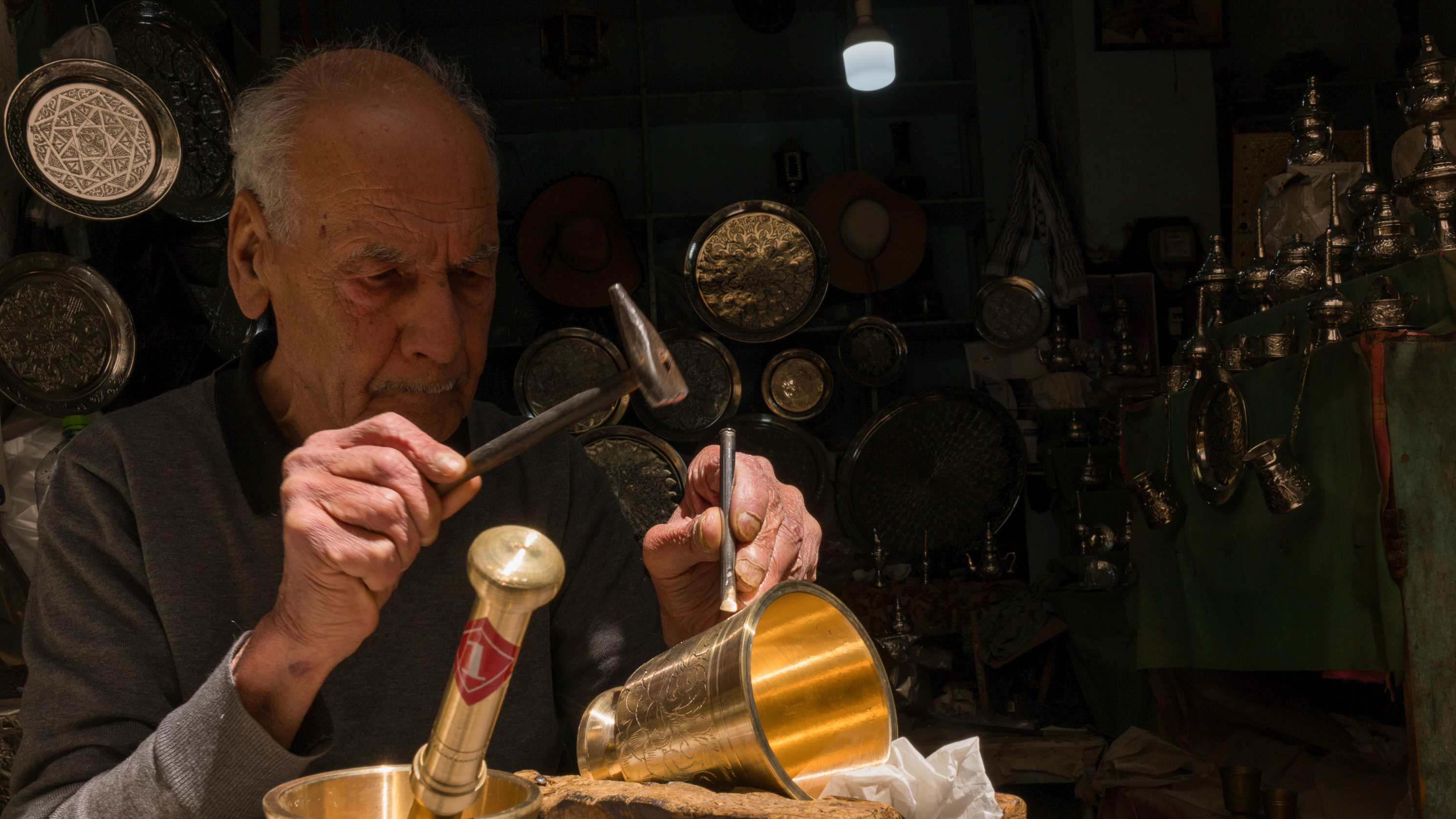
En ciselör i Tunis medina arbetar in ett mönster i en mortel av mässing med hjälp av en hammare och drivpuns.

Ciselering (av franska ciseau, "mejsel") eller drivning, är en teknik att med verktygen hammare, mejsel och puns åstadkomma reliefutsmyckning i metall. Vid ciselering åstadkoms nedsänkningar i metallen genom att man hamrar från framsidan, till skillnad från repoussering, där man gör upphöjningar i metallen genom att hamra från baksidan.
En liknande teknik används också för att åstadkomma mönster i guldsnittet på en bok, så kallade "ciselerade snitt".